# 白普仁
白普仁（1870年—1927年）俗姓白，名光法，字普仁，以字行，热河东蒙古人，中华民国藏传佛教人物。

## 生平
白普仁出生于清朝同治九年（1870年）。清末民初，长期居住在北京雍和宫。由于他俗姓白，又是喇嘛，故被社会各界俗称作“白喇嘛”。据传说，他曾经到五台山朝拜文殊菩萨，获文殊菩萨点化，此后便精通佛法，心境通明，在蒙古各部享有盛名。
民间传说，民国三年（1914年），北京郊区发生洪灾，白普仁察知此次洪灾乃是蛰龙作祟，便集合白俊峰喇嘛等六位喇嘛，共同设坛修降龙法。白普仁入定后，见一条龙来到坛前，便用供佛的酥面塔放在龙的头上，龙乃姗姗退去，次日洪水就退了。但同时修降龙法的六名喇嘛，则一死、一跛、一盲，另外三位后来得了大病，只有白普仁安然无恙，但也被关入监狱一年。
白普仁常修药叉大将法、《金光明最胜王经》。热河平泉地区民众由于信仰白普仁，故均念诵《金光明经》。民国十一年（1922年），溃败的军队袭扰热河，热河各县均遭抢掠，只有平泉县安然无恙，据说就是念诵《金光明经》的感应。白普仁的法缘在热河，热河全地区皈依白普仁者达十多万人。
民国十三年（1924年），在日本学习东密的释大勇自武汉来到北京，在北京开坛传法。释大勇原打算赴庐山闭关修炼，此时听说白普仁精通藏密，便向白普仁请益，而且还想赴西藏求法。释大勇在北京慈恩寺创办了藏文学院，为赴西藏求法做准备。民国十四年（1925年），释大勇将该学院改组为“留藏学法团”，准备赴西藏。据民间传说，这时白普仁为释大勇请护法神保护其赴西藏，意外地请到了广济寺护法的狐仙，狐仙附体在学僧释天然、释超一身上，二人当即获得了洞察他人心思的能力。狐仙劝释大勇留在北京，阻止其赴西藏，并称愿为其护法；若释大勇不听劝阻，狐仙声称将全力阻挠。后来，通过许多方法才驱走了狐仙。
民国十四年（1925年）春，九世班禅额尔德尼来到北京，派人问候白普仁，白普仁遂拜访九世班禅额尔德尼，获九世班禅额尔德尼赐予堪布法位。当时，北洋政府执政段祺瑞请白普仁集合108名喇嘛，在雍和宫修“《金光明最胜王经》大白伞盖法会”21天，由白普仁主修。同年六月，白普仁应上海信众的邀请，集合28名喇嘛赴上海，在上海觉园的净业社修金光明法会。此时，居士范古农正在浙江嘉兴任商业学校校长，便也来到上海参加该法会，为白普仁护法。在上海的法会结束后，白普仁获得各地信众礼请。在范古农居士的陪伴下，白普仁先后赴杭州、嘉兴、长沙、武汉、九江、南京等地举办金光明法会，皈依他以及接受其灌顶的信徒非常多。白普仁赴江南修法后回到北京，仍驻在雍和宫。
民国十六年（1927年），白普仁圆寂，世寿58岁。